# العلاقات الباربادوسية البنمية
العلاقات الباربادوسية البنمية هي العلاقات الثنائية التي تجمع بين باربادوس وبنما.

## مقارنة بين البلدين
هذه مقارنة عامة ومرجعية للدولتين:
| وجه المقارنة                                              | باربادوس       | بنما                      |
| --------------------------------------------------------- | -------------- | ------------------------- |
| المساحة (كم2)                                             | 439            | 74.18 ألف                 |
| عدد السكان (نسمة)                                         | 285.72 ألف     | 4.10 مليون                |
| الكثافة السكانية (ن./كم²)                                 | 65.08 ألف      | 55.27                     |
| العاصمة                                                   | بريدج تاون     | بنما                      |
| اللغة الرسمية                                             | لغة إنجليزية   | اللغة الإسبانية           |
| العملة                                                    | دولار بربادوسي | بالبوا بنمي، دولار أمريكي |
| الناتج المحلي الإجمالي (بليون دولار)                      | 4.80 مليار     | 61.84 مليار               |
| الناتج المحلي الإجمالي (تعادل القوة الشرائية) بليون دولار | 4.66 مليار     | 87.37 مليار               |
| الناتج المحلي الإجمالي الاسمي للفرد دولار أمريكي          | 15.43 ألف      | 13.27 ألف                 |
| الناتج المحلي الإجمالي للفرد دولار أمريكي                 | 16.06 ألف      | 20.89 ألف                 |
| مؤشر التنمية البشرية                                      | 0.795          | 0.780                     |
| رمز المكالمات الدولي                                      | +1246          | +507                      |
| رمز الإنترنت                                              | .bb            | .pa                       |
| المنطقة الزمنية                                           | 00             | 00                        |

## منظمات دولية مشتركة
يشترك البلدان في عضوية مجموعة من المنظمات الدولية، منها:
| علم المنظمة | اسم المنظمة                                                          | تاريخ انضمام باربادوس | تاريخ انضمام بنما |
| ----------- | -------------------------------------------------------------------- | --------------------- | ----------------- |
|             | يونسكو                                                               | 24 أكتوبر 1968        | 10 يناير 1950     |
|             | مؤسسة التمويل الدولية                                                | 25 يونيو 1980         | 20 يوليو 1956     |
|             | المركز الدولي لتسوية المنازعات الاستشارية                            | 1 ديسمبر 1983         | 8 مايو 1996       |
|             | منظمة حظر الأسلحة الكيميائية                                         | ?                     | ?                 |
|             | مؤسسة التنمية الدولية                                                | 29 سبتمبر 1999        | 1 سبتمبر 1961     |
|             | منظمة التجارة العالمية                                               | ?                     | ?                 |
|             | وكالة حظر الأسلحة النووية في أمريكا اللاتينية ومنطقة البحر الكاريبي ‏ | ?                     | ?                 |
|             | وكالة ضمان الاستثمار متعدد الأطراف                                   | 12 أبريل 1988         | 21 فبراير 1997    |
|             | الاتحاد البريدي العالمي                                              | ?                     | ?                 |
|             | منظمة الشرطة الجنائية الدولية                                        | ?                     | ?                 |
|             | الأمم المتحدة                                                        | 9 ديسمبر 1966         | 13 نوفمبر 1945    |
|             | الاتحاد الدولي للاتصالات                                             | 16 أغسطس 1967         | 14 يوليو 1914     |
|             | البنك الدولي للإنشاء والتعمير                                        | 12 سبتمبر 1974        | 14 مارس 1946      |

## وصلات خارجية
- موقع وزارة الخارجية الباربادوسية
- موقع وزارة الخارجية البنمية